# Riemer van der Velde

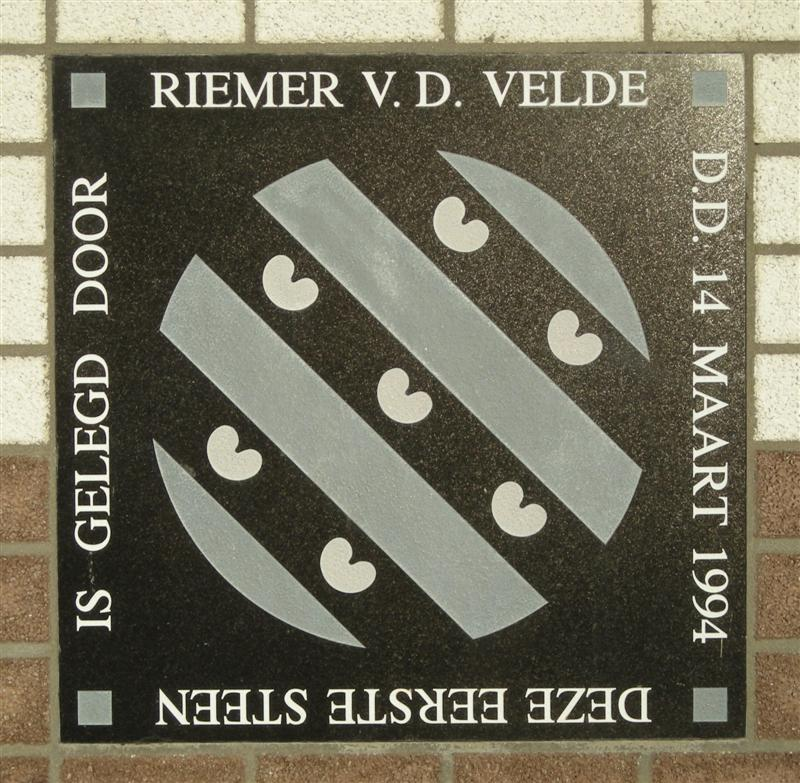
Eerste steen in 1994
Abe Lenstra Stadion

Riemer van der Velde (Bakkeveen, 28 oktober 1940) is een Nederlandse ondernemer en was voorzitter van voetbalclub sc Heerenveen van september 1983 tot 1 oktober 2006. Van der Velde heeft zelf kortstondig betaald voetbal gespeeld bij Be Quick uit Groningen. Hij koos toen voor de motorsport.

## Carrièreverloop bij SC Heerenveen
In september 1983 trad Van der Velde aan als voorzitter van SC Heerenveen. Van der Velde bestierde destijds samen met zijn vader en broer een groothandel in onder meer Ola (ijs) voor Noord-Nederland te Bakkeveen. Toen van der Velde aantrad als voorzitter was Heerenveen een modale eerste divisieclub die onder diens voorganger, arts Jan Steenhuizen, een voor die dagen aanzienlijke schuld had. Van der Velde werkte de schuld weg en haalde in 1985 Steenwijk-trainer Foppe de Haan naar zijn club, als opvolger van Henk van Brussel, die zeer aanvallend en leuk voetbal speelde met SC Heerenveen met beperkt materiaal.
Uiteindelijk zouden Van der Velde en De Haan tussen 1985 en 2004 19 seizoenen lang een hecht duo vormen. De Haan begon echter weinig succesvol als hoofdtrainer en begin 1988 besloot Van der Velde zijn trainer een coördinerende rol te geven en hem als hoofdtrainer te vervangen. In diezelfde periode stapte Johan Cruijff op als technisch directeur van Ajax. Cruijff was zeer onder de indruk van de visie van de Heerenveen-voorzitter, maar uiteindelijk koos Cruijff voor FC Barcelona, waarna Van der Velde koos voor Eindhoven-trainer Ted Immers als nieuwe verantwoordelijke man.
Ted Immers was dan ook gedurende het seizoen 1988/1989 trainer/coach van sc Heerenveen en won een periodetitel. In de nacompetitie kwam sc Heerenveen thuis tegen N.E.C. een doelpunt tekort om te promoveren, maar voordat de periodetitel in de wacht was gesleept, was Immers al te verstaan gegeven dat zijn contract niet verlengd zou worden. Ab Gritter, ongediplomeerd, volgde hem op en won ten koste van de gedoodverfde kampioen SVV dankzij 2 goals van Lubbe van Dijk de eerste periodetitel. Helaas zakte SC Heerenveen daarna als een kaartenhuis in elkaar en na een 1-0 nederlaag in Zwolle tegen het toenmalige PEC, werd hij ontslagen en haalde Riemer Go Ahead Eaglestrainer Fritz Korbach naar het Friesche Haagje.
Korbach, eerder al naar de eredivisie gepromoveerd met FC Wageningen, PEC Zwolle, FC Volendam en FC Twente, herhaalde het kunstje ook in het (oude) Abe Lenstra Stadion, als nummer 16 in de eindstand van de eredivisie tilde hij Heerenveen op 30 mei 1990 na een 2-0 thuisoverwinning op FC Emmen voor het eerst naar de eredivisie, waar het een jaar later weer uit zou degraderen. In het seizoen 1991/1992 greep Heerenveen, weer in de vertrouwde eerste divisie, overal naast en toen Heerenveen haperend aan het seizoen 1992/1993 begon, werd Fritz Korbach op non-actief gesteld en keerde Foppe de Haan terug als coach.
Het werd een goed jaar voor Heerenveen. Niet alleen werd de bekerfinale gehaald tegen topclub Ajax - een 6-2 nederlaag in een volle Kuip -, ook werd op 16 juni 1993 weer eredivisievoetbal veilig gesteld, dankzij een 2-0-overwinning in de nacompetitie tegen Fortuna Sittard.
Sinds die dag is Heerenveen niet meer weg te denken uit de eredivisie. In 1994 verhuisde de club onder zijn bewind naar een nieuw onderkomen dichter bij het centrum van Heerenveen, het nieuwe Abe Lenstrastadion. Riemer van der Velde begon in augustus 2006 aan zijn 23ste seizoen als voorzitter van Heerenveen, onder zijn leiding werd er inmiddels vaak Europees voetbal gespeeld en in 2000 werd via de tweede plaats in de eredivisie zelfs de Champions League gehaald.

## Leven na SC Heerenveen
Riemer van der Velde is inmiddels woonachtig in Langweer. Op 1 september 2006 is Koos Formsma in dienst getreden bij SC Heerenveen. Op 29 september 2006 is Van der Velde benoemd tot Officier in de Orde van Oranje Nassau en zijn vrouw Annie tot Lid in de Orde van Oranje Nassau. Op 1 oktober 2006 is Koos Formsma Van der Velde opgevolgd als voorzitter van sc Heerenveen.

## Trivia
- Er is een trein van Arriva naar Riemer en zijn vrouw Annie genoemd: Arriva nr. 10301, Riemer en Annie.